# La Maison de Montevideo (film, 1951)
Pour plus de détails, voir Fiche technique et Distribution.
La Maison de Montevideo (titre français : Das Haus in Montevideo) est un film allemand réalisé par Curt Goetz et Valérie von Martens sorti en 1951.
Il s'agit de l'adaptation de la la pièce du même nom présentée en 1946 par l'auteur et son épouse qui incarnent les principaux personnages sur scène et à l'écran.

## Synopsis
L'impeccable professeur Traugott Hermann Nägler vit avec sa femme Marianne et leurs douze enfants (nommés d'après les personnages de Richard Wagner et les nombres ordinaux latins) dans une petite ville bourgeoise idyllique.
Lorsque la fille aînée Atlanta a hérité d'une maison à Montevideo de la sœur décédée de Nägler, le professeur moralement intègre n'était pas du tout content au début ; après tout, sa sœur était le mouton noir de la famille. Elle était tombée enceinte sans être mariée. Mais grâce au pasteur Riesling, un ami de la famille, Marianne parvient à persuader son mari de se rendre à Montevideo pour que l'héritage puisse être accepté.
À Montevideo, les conceptions morales des Näglers sont complètement ébranlées lorsqu'ils soupçonnent le type d'établissement que la maison du mort pourrait cacher. En fait, ce n'est pas un bordel, mais une sorte d'internat de musique. C'était un chanteur doué et également ayant eu un succès commercial, le défunt avait suffisamment de moyens pour construire la maison et payer les cours.
Cependant, l'héritage comprend également un montant de 750 000 dollars, ce qui réconcilie le professeur avec le mode de vie de sa sœur. Mais il y a une condition attachée à l'héritage : le même déraillement moral pour lequel il avait autrefois brisé le lien à propos de sa sœur doit se produire dans la famille de Nägler dans un certain laps de temps. Le professeur Nägler veut que sa fille n'épouse pas son amoureux et tombe quand même enceinte afin de voir la condition du testament remplie. Bien sûr, ce plan se heurte à une incompréhension totale. Finalement, le hasard vient à son aide.

## Fiche technique
- Titre : La Maison de Montevideo
- Titre original : Das Haus in Montevideo
- Réalisation : Curt Goetz, Valérie von Martens assistés de Fritz Stapenhorst
- Scénario : Curt Goetz, Hans Domnick
- Musique : Franz Grothe
- Directeur artistique : Emil Hasler
- Photographie : Werner Krien
- Son : Heinz Martin
- Montage : Fritz Stapenhorst
- Production : Hans Domnick
- Société de production : Domnick Filmproduktion
- Société de distribution : Herzog-Filmverleih
- Pays d'origine :  Allemagne de l'Ouest
- Langue : allemand
- Format : Noir et blanc - 1,37:1 - Mono - 35 mm
- Genre : Comédie
- Durée : 106 minutes
- Dates de sortie :
  - Allemagne de l'Ouest : 8 novembre 1951
  - Autriche : 1er décembre 1951
  - France : 1er juillet 1953[1]
  - Danemark : 15 mars 1954
  - Allemagne de l'Est : 23 avril 1954

## Distribution
- Curt Goetz : Traugott Nägler
- Valérie von Martens : Marianne Nägler
- Albert Florath : Pasteur Riesling
- Lia Eibenschütz : Mme de la Rocco
- Jack Mylong-Münz : Cortez, avocat
- Ruth Niehaus (de) : Atlanta Nägler
- Eckart Dux (de) : Herbert Kraft
- Rudolf Reiff (de) : le bourgmestre
- Ingeborg Körner : Carmencita
- Lope Rica : Belinda
- Andrea Perkams : Martha
- Günther Vogt : Parsifal Nägler
- J. von Felbert : Lohengrin Nägler

## Production
Les prises de vue en extérieur sont tournées à Cuxhaven, Otterndorf et à Montevideo, la capitale de l'Uruguay, les plans en studio sont faits à Göttingen.